# Dugi Otok
Dugi Otok (wł. Isola Lunga) – wyspa w Chorwacji położona na Morzu Adriatyckim, o powierzchni 113,31 km². Obie nazwy, chorwacką i włoską można przetłumaczyć jako „Długa Wyspa”. Dugi Otok ma 43 km długości przy szerokości wynoszącej do 4,6 km. Długość linii brzegowej wynosi 182,11 km. Liczba mieszkańców wynosi 2873. Najwyższy szczyt to Vela Straža (338 m n.p.m.). Największą miejscowością na wyspie jest miasto Sali. Ludność wyspy zajmują się hodowlą owiec oraz rybołówstwem, znajdują się też na niej gaje oliwne i winnice.
Na wyspie występują liczne jaskinie, natomiast między pasmami wapiennych wzgórz znajdują się pola krasowe. Brak jest słodkiej wody, a szatę roślinną stanowi makia.

## Galeria

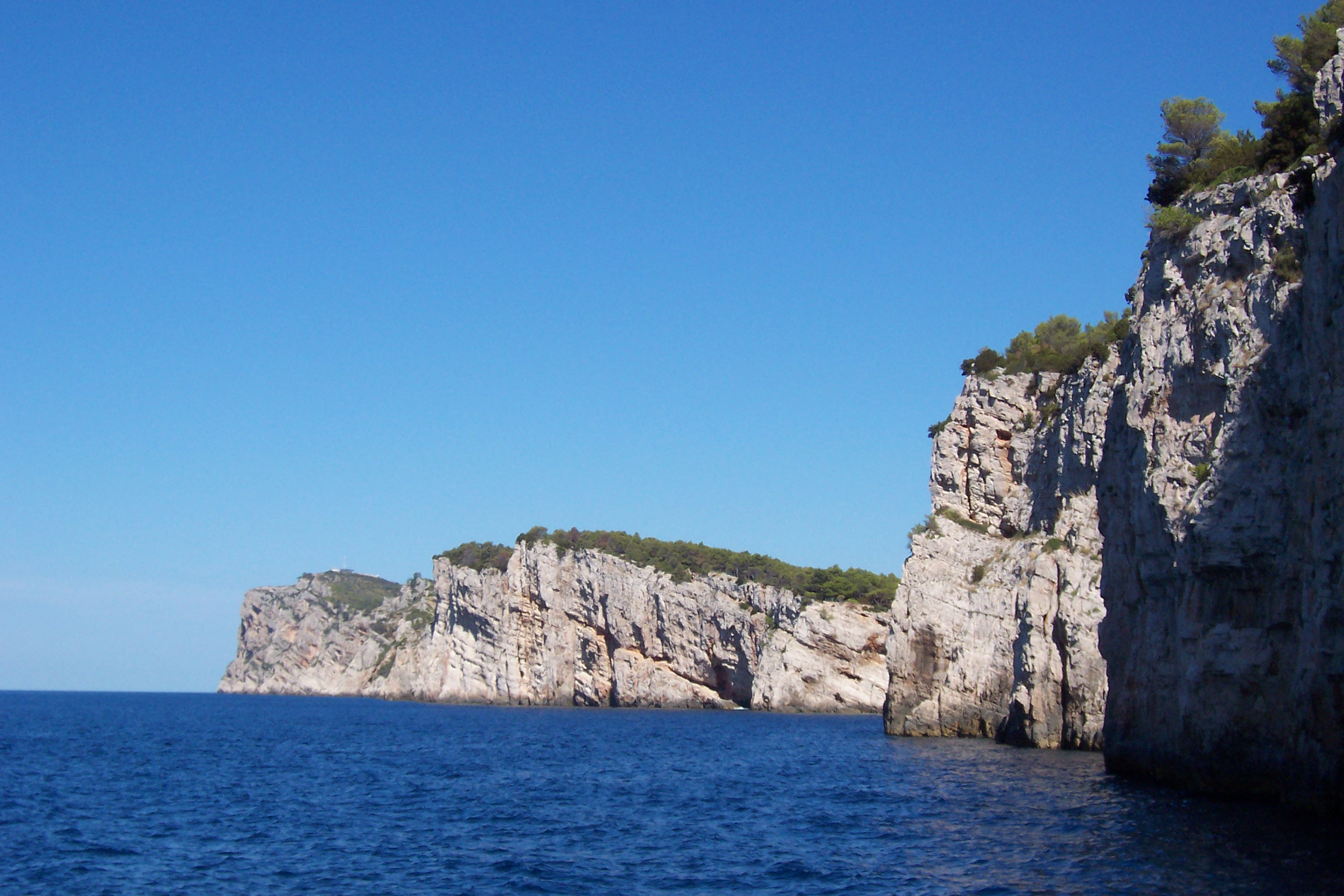
Zachodnie wybrzeże wyspy Dugi Otok
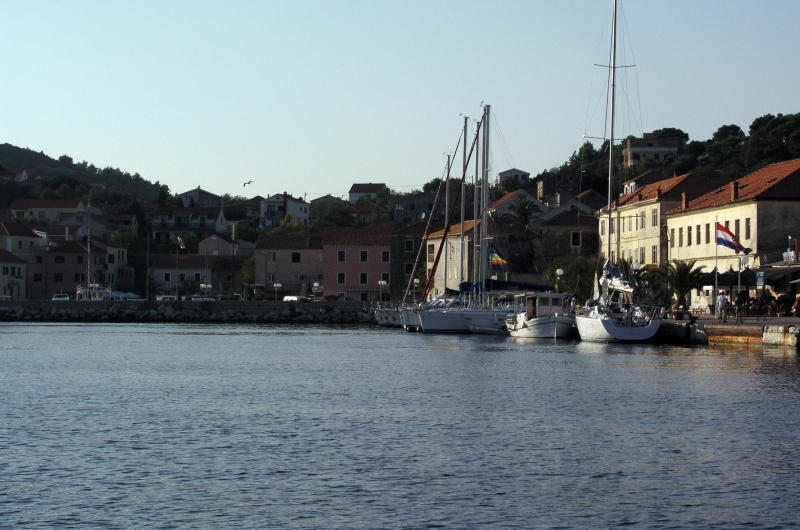
Sali
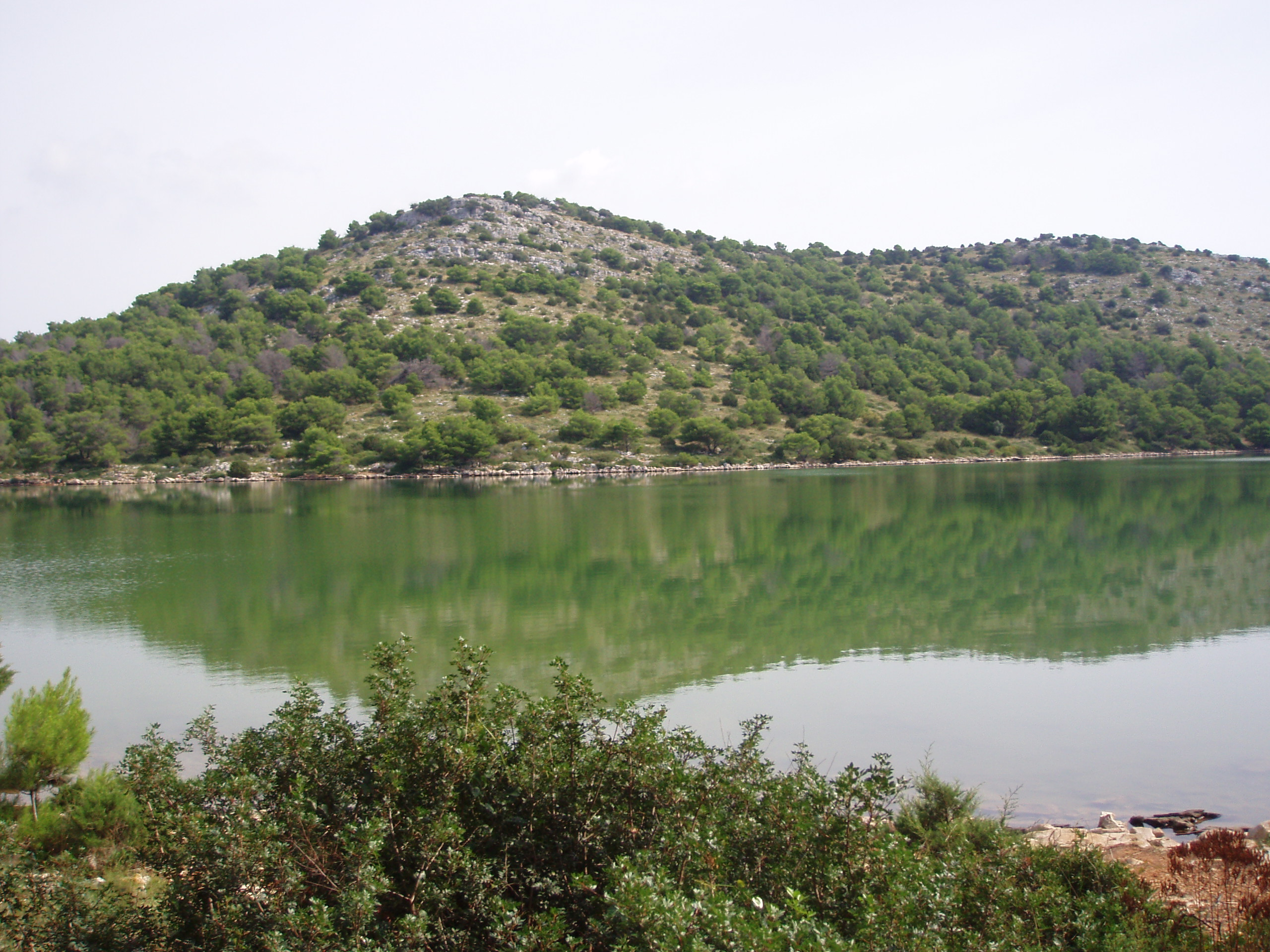
Dugi Otok